# Miniopterus phillipsi
Miniopterus phillipsi (Kusuminda, Mannakkara, Ukuwela, Kruskop, Amarasinghe, Saikia, Venugopal, Karunarathna, Gamage, Ruedi, Csorba, Yapa & Patterson, 2022) è un pipistrello della famiglia dei Miniotteridi endemico dello Sri Lanka.

## Descrizione

### Dimensioni
Pipistrello di piccole dimensioni, con la lunghezza della testa e del corpo tra 50 e 56 mm, la lunghezza dell'avambraccio tra 44 e 49 mm, la lunghezza della coda tra 48 e 58 mm, la lunghezza del piede tra 8 e 10 mm, la lunghezza delle orecchie tra 11,1 e 12,8 mm e un peso fino a 10,5 g

### Aspetto
La pelliccia è lunga, densa e soffice. Il colore generale del corpo è marrone scuro, leggermente più chiaro inferiormente. La fronte è molto alta, il muso è stretto e con le narici molto piccole. Le orecchie sono piccole, triangolari e con l'estremità arrotondata. Il trago è corto, allargato all'estremità e con una leggera rientranza sul bordo anteriore appena sotto di essa. La coda è molto lunga ed è completamente inclusa nell'ampio uropatagio.

### Ecolocazione
Emette ultrasuoni a basso ciclo di lavoro con impulsi di breve durata a frequenza modulata a 52,8 kHz.

## Biologia

### Comportamento
Si rifugia nelle grotte e nelle gallerie in colonie di 1.300-1.500 individui.

### Alimentazione
Si nutre di insetti.

## Distribuzione e habitat
Questa specie è conosciuta soltanto in alcune località dello Sri Lanka.
Vive in prossimità delle piantagioni di tè fino a 1.600 metri di altitudine.

## Conservazione
Questa specie, essendo stata scoperta solo recentemente, non è stata sottoposta ancora a nessun criterio di conservazione.